# Pram Point
Pram Point är en udde i Antarktis. Den ligger i Östantarktis. Nya Zeeland gör anspråk på området.
Terrängen inåt land är platt åt sydost, men åt nordväst är den kuperad. Havet är nära Pram Point åt sydväst. Trakten är glest befolkad. Närmaste befolkade plats är McMurdo Station, 1,8 kilometer väster om Pram Point. 